# Marcus Sauermann
Marcus Sauermann (* 1967 in Wilhelmshaven) ist ein deutscher Autor.

## Werdegang
Sauermann, Sohn des Lehrers und Künstlers Heinz Sauermann (1945–2009), studierte Medienpädagogik, Philosophie und Germanistik. Er lebt in der Nähe von Stuttgart und arbeitet als freier Autor. Neben Kinderbüchern verfasst er Drehbücher für Kinderfilme. 2008 wurde Sauermann, gemeinsam mit den Regisseuren Jakob Schuh und Michael Sieber, für Ernst im Herbst mit dem Goldenen Spatz ausgezeichnet. 2010 erhielt er erneut den Goldenen Spatz, dieses Mal für den Kurzfilm Der Kleine und das Biest. Der Film gewann außerdem den Kristall des Festival d’Animation Annecy, den Prix Jeunesse, den Cartoon d’Or 2011 sowie den von der Fernsehzeitschrift TV Spielfilm verliehenen Kinderspielfilmpreis Emil. 2012 schrieb er das Kinderbuch Der Kleine und das Biest, das auf seinem Drehbuch zum gleichnamigen Film basiert. Uwe Heidschötter, der Regisseur des Films, illustrierte das Buch. 2019 gewann Sauermann den Preis Jury „Kinderprogramme“ des Robert-Geisendörfer-Preises für die Serie Trudes Tier.

## Filmografie (Auswahl)
- 2005: Torvald und der Tannenbaum
- 2007: Engel zu Fuß
- 2007: Ernst im Herbst
- 2007: Tomte Tummetott und der Fuchs
- 2008: Strafstoß (Kurzfilm)
- 2009: Der Kleine und das Biest
- 2009–2010: Siebenstein (Folge 248, 254 und 259)
- 2010: Das Bild der Prinzessin
- 2010: Carlotta und die Wolke

## Bibliografie (Auswahl)
- Nina und Sechziggrad. Oetinger, Hamburg 1994, ISBN 3-7891-7107-7.
- Nina holt Papa aus dem Knast. Oetinger, Hamburg 1997, ISBN 3-7891-7111-5.
- Mobile: eine Kuh auf der Suche nach Freundschaft. Thienemann, Stuttgart, Wien 2011, ISBN 978-3-522-43687-8.
- Der Kleine und das Biest. Klett Kinderbuch, Leipzig 2012, ISBN 978-3-941411-49-4.
- Die Prinzessin, die Kuh und der Gartenheini. Klett Kinderbuch, Leipzig 2013, ISBN 978-3-95470-074-5.